# Hydropsyche obscura
Hydropsyche obscura là một loài Trichoptera trong họ Hydropsychidae. Chúng phân bố ở miền Cổ bắc.